# Asparagus densiflorus
Asparagus densiflorus — вид рослин із родини холодкових (Asparagaceae). Етимологія: лат. densus — «густий, щільний», i — сполучна голосна, florus — «цвісти».

## Біоморфологічна характеристика
Це напівкущ 1–1.5 м заввишки. Стебла ± лазячі, гіллясті. Гілки виразно смугасто-ребристі. Філокладії вічнозелені, в пучках по 1–5, лінійні, 5–30 × 1–2.5 мм, плоскі. Листові шпори колючі. Суцвіття поодинокі або парні, пазушні, кожне в багатоквітковій китиці чи волоті 2–5 см; квітки двостатеві; приквітки лінійні, 2–5 мм. Квітконіжка ≈ 2 мм. Оцвітина біла з домішкою рожевого; сегменти довгасто-яйцеподібні, ≈ 2 мм. Тичинки трохи коротші від оцвітини; пиляки крихітні. Ягода червона, 8–10 мм у діаметрі, 1- чи 2-насінна. 2n = 40, 60.

## Середовище проживання
Батьківщиною є ПАР, Есватіні, Мозамбік; інтродукований до Австралії, Греції, Бангладеш, Пакистану; широко культивується.

## Використання
Декоративна рослина — насамперед як т. зв. зелень для букетів. Часто вирощується в квартирах як кімнатна рослина. Широко відомий сорт 'Sprengeri', менш поширений сорт 'Meyeri'.

## Галерея

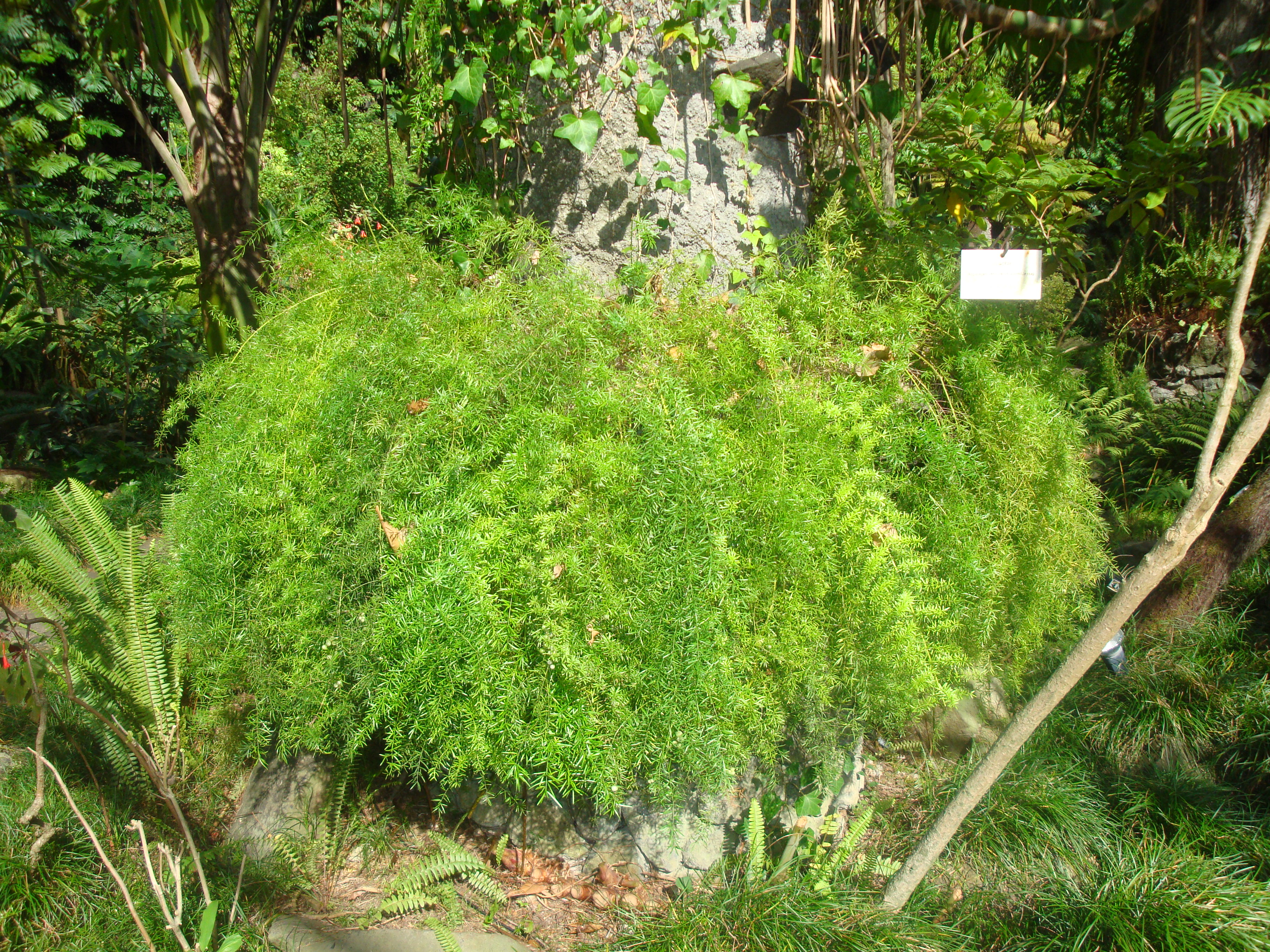
загальний вигляд
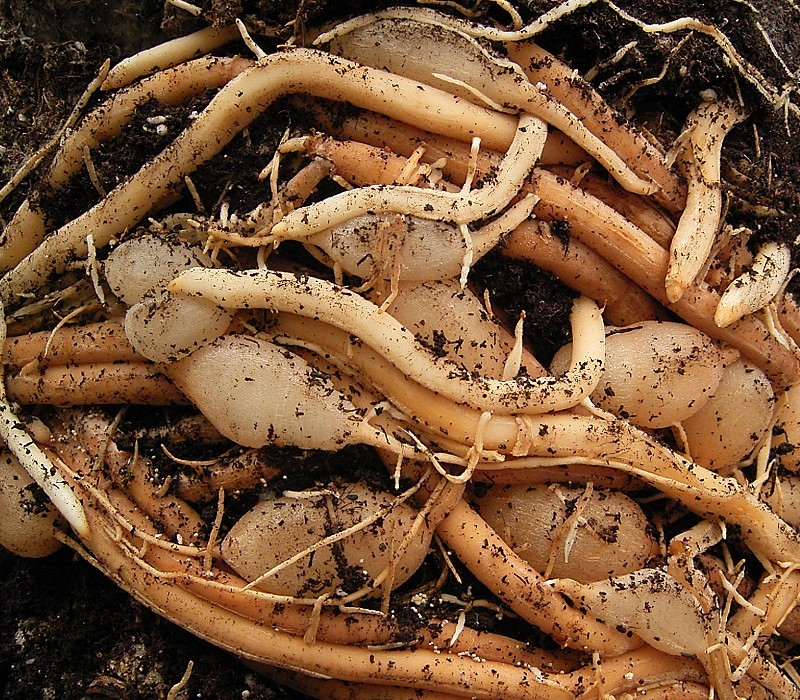
кореневища і бульби
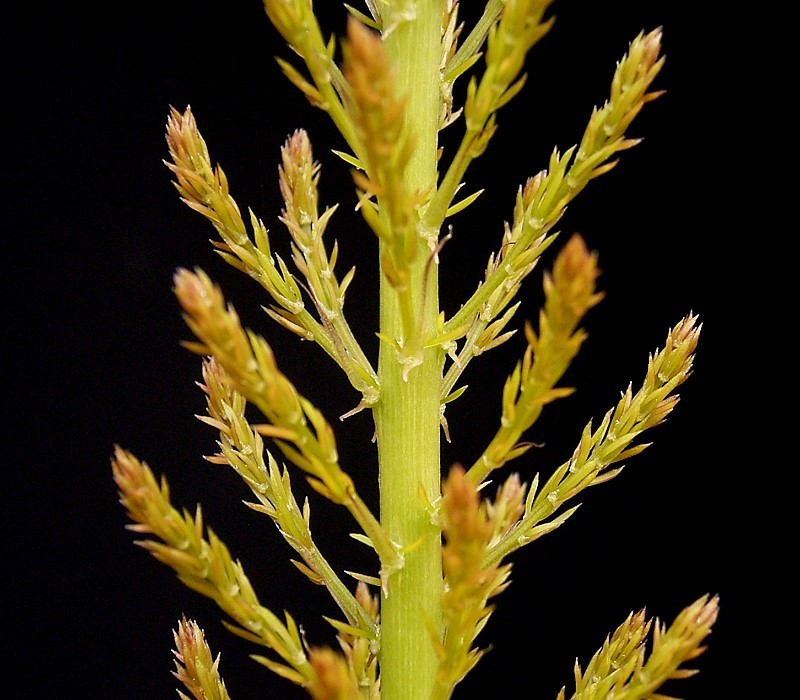
стебло з гілками
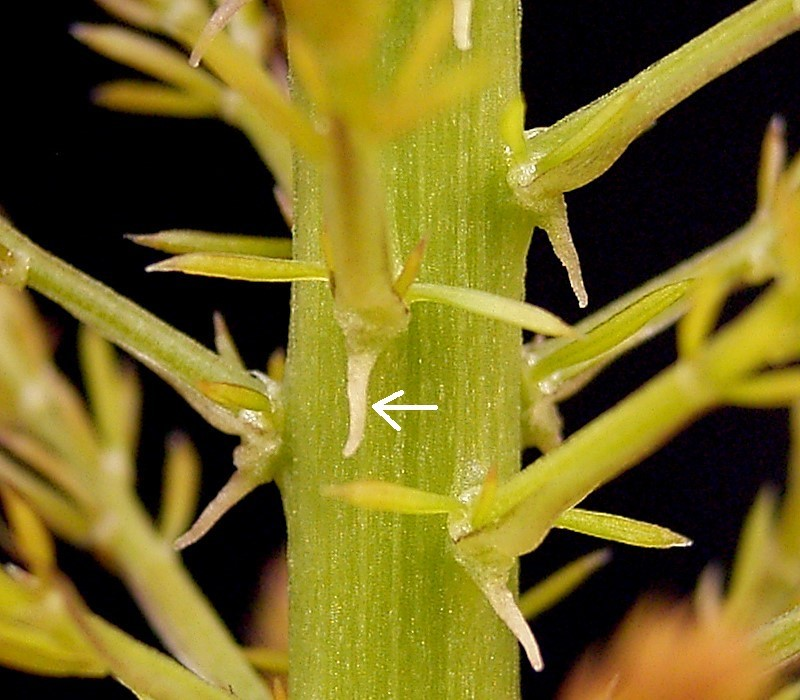
листки
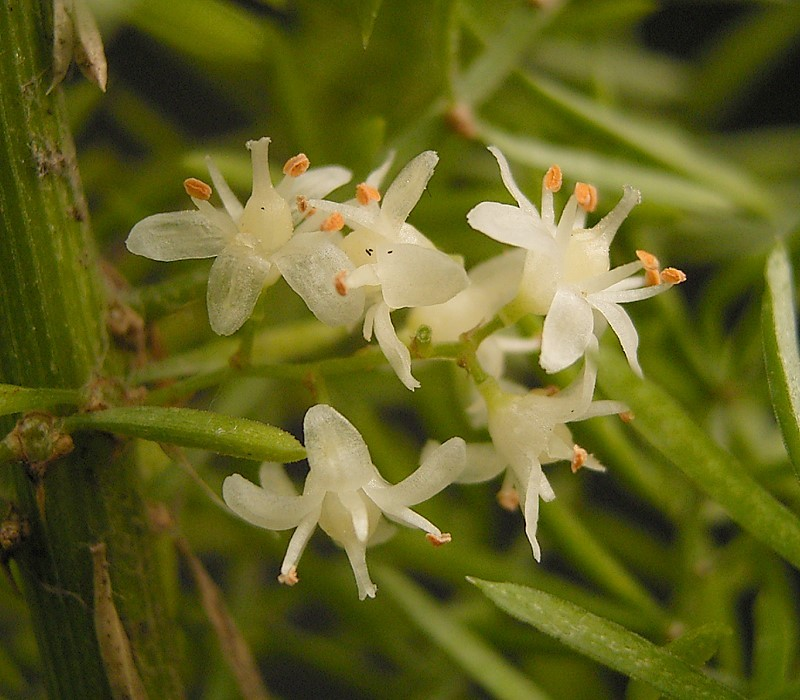
квіти